# Lijst van voetbalinterlands België - Bulgarije (vrouwen)
Deze lijst van voetbalinterlands is een overzicht van alle officiële voetbalinterlands tussen de nationale vrouwenteams van België en Bulgarije. De landen hebben tot nu toe vier keer tegen elkaar gespeeld.

## Wedstrijden
| № | Plaats  | Datum            | Competitie           | Wedstrijd          | Uitslag |
| - | ------- | ---------------- | -------------------- | ------------------ | ------- |
| 1 | Sofia   | 9 april 1988     | EK 1989 kwalificatie | Bulgarije − België | 0 − 0   |
| 2 | Tienen  | 1 oktober 1988   | EK 1989 kwalificatie | België − Bulgarije | 5 − 0   |
| 3 | Dessel  | 19 november 2011 | EK 2013 kwalificatie | België − Bulgarije | 5 − 0   |
| 4 | Lovetsj | 23 november 2011 | EK 2013 kwalificatie | Bulgarije − België | 0 − 1   |

## Samenvatting
| Competitie      | Totaal gespeeld | Winst België | Gelijk | Winst Bulgarije | Doelsaldo België – Bulgarije |
| --------------- | --------------- | ------------ | ------ | --------------- | ---------------------------- |
| EK-kwalificatie | 4               | 3            | 1      | 0               | 11 − 0                       |
| Totaal          | 4               | 3            | 1      | 0               | 11 − 0                       |